# Kalište

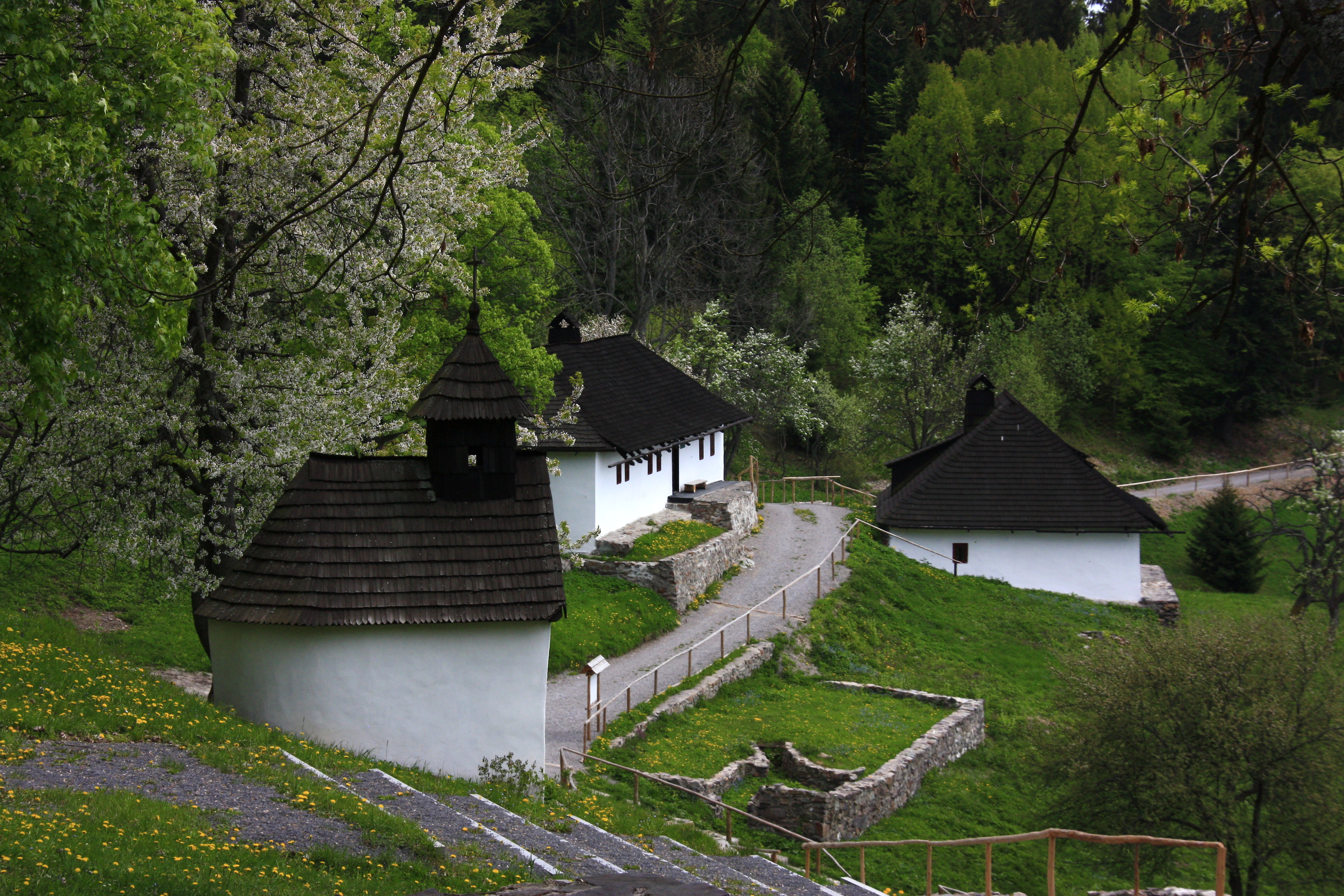
Kalište

Kalište (bis 1927 slowakisch „Kalištie“; ungarisch Kallós – bis 1888 Kalistye) ist ein ehemaliges Dorf im Okres Banská Bystrica (Banskobystrický kraj) und heute ein Ortsteil von Baláže in der Mittelslowakei. Es befindet sich am südwestlichen Rand der Niederen Tatra, das ehemalige Ortszentrum liegt auf einer Höhe von 924 m n.m. Es ist eines von 111 slowakischen Dörfern, die deutsche Truppen im Zweiten Weltkrieg zerstört haben.

## Beschreibung und Geschichte
Das Gebirgsdorf Kalište entstand als Folge des intensiven Bergbaus in der Gegend, allen voran in der königlichen Freistadt Neusohl (heute Banská Bystrica). Der stetig steigende Bedarf nach Holzkohle zwang die Siedler, tiefer in den Wäldern neue Siedlungen für Köhler zu gründen, darunter auch Kalište, das in der ersten Hälfte des 16. Jahrhunderts entstand. Erwähnt wurde der Ort 1743 als Kallischtier Maisterschaft und lieferte vor allem Holzkohle für die Hütte in Staré Hory, später lebten die Einwohner von der Forstwirtschaft. 1828 zählte man 17 Häuser und 139 Einwohner. Nach der Stilllegung von Bergwerken und wegen begrenzter Tierhaltung gab es mangels Arbeitsquellen Unruhen, sodass die Einwohner Arbeit in der Umgebung, wie z. B. im Eisenwerk in Podbrezová, suchen mussten. Trotzdem war hohe Arbeitslosigkeit ein wiederkehrendes Problem.
Bis 1918 gehörte der Ort im Komitat Sohl zum Königreich Ungarn und kam danach zur neu entstandenen Tschechoslowakei beziehungsweise heutigen Slowakei. Nach der Volkszählung 1940 wohnten 209 Einwohner in der Gemeinde. Nach der Niederschlagung des Slowakischen Nationalaufstandes (SNP) im Spätjahr 1944 war Kalište, zusammen mit Baláže, ein Zentrum der sogenannten „Partisanenrepublik“. Wegen Partisanenunterstützung überfielen etwa 300 Wehrmachtangehörige am Morgen des 18. März 1945 Kalište, setzten das Dorf in Brand und ermordeten 13 Ortsansässige. Von den 42 Häusern standen danach nur noch sechs. 
Nach dem Ende des Zweiten Weltkriegs wurde Kalište, anders als andere in Brand gesetzte Orte in der Slowakei, nicht wieder aufgebaut, stattdessen wurde die Bevölkerung evakuiert und in umliegenden Dörfern sowie der Siedlung Fončorda in Banská Bystrica, an der Straße Nové Kalište („Neu-Kalište“) angesiedelt. Das Gemeindegebiet ist seit 1949 Teil von Baláže. 1961 wurde der ehemalige Ort zum nationalen Kulturdenkmal erklärt. Heute befinden sich hier in zwei wiedererrichteten Häusern Ausstellungen zur Geschichte von Kalište und der Partisanenrepublik, eine kleine Kapelle, ein Lehrpfad mit Partisanenbunkern, ein Feldlazarett und ein Kohlenmeiler und konservierte Überreste abgebrannter Häuser. 2008 wurde ein kleiner Obstgarten mit mehr als 100 Bäumen angelegt, jeder Baum symbolisiert dabei einen niedergebrannten Ort nach der Niederschlagung des Slowakischen Nationalaufstandes.